# يوشيهارو هوري
يوشيهارو هوري (باليابانية: 堀井 美晴) (16 مارس 1953 في فوجيدا في اليابان – )؛ هو لاعب كرة قدم ياباني سابق كان يلعب كمهاجم.

## وصلات خارجية
- J.League Data Site (باليابانية)